# Русские Комаровцы
Ру́сские Комаро́вцы (укр. Руські Комарівці) — село в Баранинской сельской общине Ужгородского района Закарпатской области Украины.
Население по переписи 2001 года составляло 1576 человек. Почтовый индекс — 89443. Занимает площадь 10,33 км².